# Nicolas Barré
Nicolas Barré (século XVI) foi um piloto francês de religião protestante.
Foi um dos homens recrutados por Nicolas Durand de Villegagnon para o estabelecimento da França Antártica. De lá, enviou a alguns amigos em Paris, duas cartas que narram as suas experiências, a primeira ainda em 1555 e a segunda, um ano mais tarde, em 1556. Ambas foram publicadas, pela primeira vez, em 1557 ("Cópias de Algumas Cartas Sobre a Navegação do Cavaleiro Villegagnon". Paris: Martin, le Jeune, 1557), constituindo-se nas primeiras notícias da França Antártica a circularem na Europa, antecedendo as narrativas de André Thévet ("Les singularitez de la France Antarctique, autrement nommee Amerique, & de plusieurs terres et isles decouvertes de nostre temps". Paris, 1558 e "La Cosmographie Universelle". Paris, 1575) e Jean de Léry ("Histoire d'un voyage faict en la terre du Brésil". 1578).
A primeira missiva ("Discours de Nicolas Barré sur la navigation du Chevalier de Villegagnon en Amérique"), referente ao período de 12 de Julho de 1555 a 1 de Fevereiro de 1556, oferece notícias da travessia pelo Oceano Atlântico e descreve as primeiras impressões da terra e dos nativos; a segunda narra as desavenças entre os católicos e os reformados na colônia.